# Literatura meksykańska

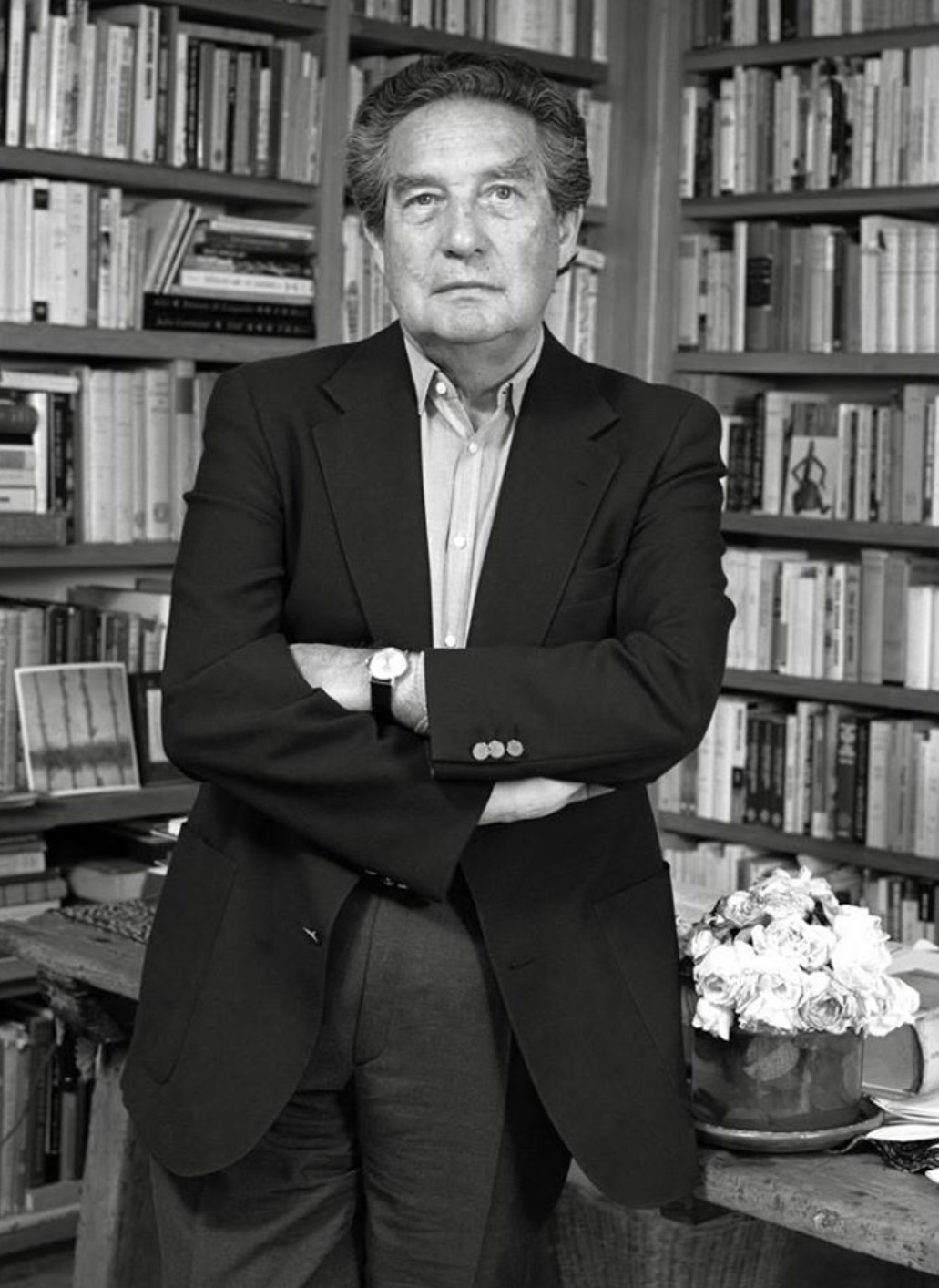
Octavio Paz, zdobywca Nagrody Nobla w dziedzinie literatury w 1990 r.

Literatura meksykańska odgrywa ważną rolę w kulturze Meksyku. Wielu uczonych i pisarzy działało w szczególności podczas rewolucji meksykańskiej. 
W literaturze meksykańskiej można wyróżnić kilka okresów: 
- epokę prekolumbijską, trwającą aż do podboju Meksyku przez hiszpańskich konkwistadorów w 1521;

Najlepiej obecnie znanym twórcą z czasów prekolumbijskich był król-poeta Nezalhualcoyotl. Do najważniejszych dzieł z tego okresu należą stworzone przez Majów Popol Vuh oraz Chilam Balam.
- epokę kolonialną, charakteryzującą się wpływami barokowej literatury hiszpańskiej;

- epokę niepodległości, ze szczególnym rozkwitem literatury w drugiej połowie XIX wieku, zdominowaną wpływami rewolucji francuskiej;

- epokę rewolucji (1910–1960), z naciskiem na tematykę związaną z socjalizmem i proletariatem;

Prawdopodobnie najsławniejszym i najbardziej wpływowym pisarzem czasów rewolucji meksykańskiej był Mariano Azuela. Jest on znany jako pierwszy powieściopisarz rewolucji. W 1915 roku w Teksasie napisał powieść Gniew (Los de abajo) o rewolucji w Meksyku, która zdobyła sławę na całym świecie. Azuela napisał jeszcze potem kilka powieści, jednak nie krył rozczarowania korupcją, która panowała w jego kraju. Cień sarkazmu i rozczarowania daje się wyczuć w jego późniejszych pracach, m.in. Las moscas, El camarada Pantoja, La luciernaga.
- epokę współczesną (od 1960)

## Meksykańscy pisarze

### Epoka prekolumbijska
- Nezalhualcoyotl
- Ah Bam

### Epoka kolonialna
- Sor Juana Inés de la Cruz (1651–1695)
- Juan Ruiz de Alarcón y Mendoza (1581–1639)

### Eseiści
- Jaime Torres Bodet (1902–1974)
- Germán Dehesa (ur. 1944)
- Federico Reyes Heroles (ur. 1955)
- Hugo Hiriart (ur. 1942)
- Justo Sierra Mendez (1848–1912)
- Carlos Monsiváis (ur. 1938–2010)
- Manuel Gutiérrez Nájera (1859–1895)
- Cristina Pacheco (ur. 1941)
- Elena Poniatowska (ur. 1933)
- José Vasconcelos (1882–1959)
- Gabriel Zaid (ur. 1934)

### Powieściopisarze
- Héctor Aguilar Camín
- José Agustín
- Ikram Antaki
- Juan José Arreola
- Mariano Azuela
- Mario Bellatin
- Carmen Boullosa
- Emilio Carballido
- Rosario Castellanos
- Gonzalo Celorio
- Salvador Elizondo
- Ricardo Elizondo Elizondo
- Laura Esquivel
- José Joaquín Fernández de Lizardi
- Carlos Fuentes
- Sergio Galindo
- Elena Garro
- Martín Luis Guzmán
- Jorge Ibargüengoitia
- Vicente Leñero
- Gregorio López y Fuentes
- Ángeles Mastretta
- Fernanda Melchor
- Juan J. Orosa
- Fernando del Paso
- Sergio Pitol
- María Luisa Puga
- Luis Arturo Ramos
- José Revueltas
- Juan Rulfo
- Daniel Sada
- Gustavo Sainz
- Alberto Ruy Sánchez
- Enrique Serna
- Gonzalo Soltero
- José Vasconcelos
- Jorge Volpi
- Agustín Yáñez

### Poeci
- Homero Aridjis
- Rubén Bonifaz Nuño
- Alí Chumacero
- Elsa Cross
- Jorge Cuesta
- José Joaquín Fernández de Lizardi
- Juan García Ponce
- Juán Gorostiza
- Jaime Labastida
- Ramón López Velarde
- Amado Nervo
- Salvador Novo
- Carlos Pellicer
- José Emilio Pacheco
- Octavio Paz
- Alfonso Reyes
- Jaime Sabines
- Xavier Villaurutia
- Gabriel Zaid

### Dramaturdzy
- Hugo Argüelles (1932–2003)
- Luisa Josefina Hernández (1928–2023)
- Rodolfo Usigli (1905–1980)

### Historycy
- Lucas Alemán
- Daniel Cosío Villegas – historyk i eseista
- Enrique Krauze – historyk i eseista